# Martyna Synoradzka
Martyna Synoradzka, född 30 januari 1988, är en polsk fäktare som tävlar i florett.

## Karriär
Vid olympiska sommarspelen 2012 i London blev Synoradzka utslagen i sextondelsfinalen i florett av ryska Kamilla Gafurzianova samt var en del av Polens lag som slutade på femte plats i lagtävlingen i florett.
Vid EM 2024 i Basel tog Synoradzka silver tillsammans med Martyna Jelińska, Hanna Łyczbińska och Julia Walczyk-Klimaszyk i lagtävlingen i florett. Vid olympiska sommarspelen 2024 i Paris var hon en del av Polens lag som slutade på sjätte plats i lagtävlingen i florett.